# Villeblevin
Villeblevin är en kommun i departementet Yonne i regionen Bourgogne-Franche-Comté i norra Frankrike. Kommunen ligger i kantonen Pont-sur-Yonne som tillhör arrondissementet Sens. År 2022 hade Villeblevin 1 813 invånare.
Författaren och Nobelpristagaren Albert Camus omkom i en bilolycka i Villeblevin 1960. Ett monument har rests på platsen till hans minne.

## Befolkningsutveckling
Antalet invånare i kommunen Villeblevin
| Referens: INSEE |